# Jamides dinawa
Jamides dinawa är en fjärilsart som beskrevs av Tite 1960. Jamides dinawa ingår i släktet Jamides och familjen juvelvingar. Inga underarter finns listade i Catalogue of Life.